# وایلد بیل هیکاک
وایلد بیل هیکاک (انگلیسی: Wild Bill Hickok; ۲۷ مهٔ ۱۸۳۷ – ۲ اوت ۱۸۷۶) یک هفت‌تیرکش، سرباز، جاسوس و مأمور شناسایی، پوکرباز، واگن‌بان، گله‌فروش و مجری نمایش اهل ایالات متحده آمریکا بود که از قهرمانان عامه در دوران غرب وحشی به‌شمار می‌رود و حکایت‌های زیادی دربارهٔ او و کسانی که به‌دستش کشته شدند نقل‌شده است.
او یکی از کسانی است که بوفالو بیل داستانهایش را نقل می کرده است. وی در جریان بازی ورق پوکر و از پشت سر هدف گلوله قرار گرفت. آرایش ترکیب دست پوکر وی، از همان زمان با نام دست مرد مرده معروف شد.

## ظاهر
او صورتی شبیه به اردک داشت برای همین همه او را بیل اردکه خطاب می کردند. اما او با گذاشتن سبیل بلند سعی در پنهان کردن این موضوع داشت. وی همچنین صدایی تو دماغی داشت و همیشه از این موضوع خجالت می کشید. او کلاه مکزیکی بر سر می گذاشت و روی پیراهن و جلیقه اش پوستین خرس می انداخت که حالتی مثل شنل داشت.